# Vulpes vulpes deletrix
El zorro rojo de Terranova (Vulpes vulpes deletrix) es una subespecie de mamíferos carnívoros de la familia Canidae.

## Distribución geográfica
Se encuentra en Terranova (el Canadá).